# Paul Keating
Paul John Keating (Sydney, 1944. január 18. –) ausztrál politikus, Az Ausztrál Nemzetközösség 24. miniszterelnöke. Hivatali ideje 1991. december 20. és 1996. március 11. között volt. Egyben ő volt elnöke az Ausztrál Munkáspártnak is, amit Bob Hawke-től vett át, amikor legyőzte őt a pártelnöki szavazáson. Előtte miniszterelnök-helyettes és pénzügyminiszter is volt. 1969-ben került be a parlamentbe. 1993 márciusában megnyerte a választást, amikor legyőzte a Liberális–Nemzeti koalíciót, ami John Hewson vezetése alatt állt. 1996-ban elveszítette a választást, amit a John Howard vezetése alatt álló Ausztrál Liberális Párt–Ausztrál Nemzeti Párt koalíció nyert meg.